# Alexandre Wigand
Alexandre Alex Wigand est un footballeur belge né le 16 janvier 1881 à Bruxelles et mort en 1958.
Alex Wigand débute à l'Union Saint-Gilloise en 1898 avec les juniors. Puis, il rejoint l'Athletic RC Bruxelles et dispute la finale du Championnat de Division 3, avant de partir à l'Olympia Club de Bruxelles, club éphémère avec lequel il gagne le championnat de Division 2 en 1901-1902. Il retourne à son club d'origine en 1903.
Ayant le sens du dribble en mouvement, doté d'une rare vitesse, il a évolué dans l'entre-jeu à l'Union Saint-Gilloise et remporté six fois le Championnat de Belgique en 1904, 1905, 1906, 1907, 1909 et 1910.
Il a joué avec l'équipe de Belgique le premier match officiel le 1er mai 1904, à Bruxelles contre la France (3-3). Le 13 mai 1906, à Rotterdam, il joue un deuxième match international, Pays-Bas-Belgique (2-3).

## Palmarès
- International belge A en 1904 et 1906 (2 sélections)
- Champion de Belgique en 1904, 1905, 1906,1907, 1909 et 1910 avec l'Union Saint-Gilloise
- Vice-champion de Belgique en 1908 avec l'Union Saint-Gilloise